# Idrettsklubben Start
IK Start er en norsk fodboldklub fra Kristiansand. Klubben blev stiftet i 1905 og er blevet norsk mester to gange. Deres hjemmebane hedder Sør Arena. Start spiller i den norske OBOS-ligaen.

## Historie
Start blev norske mestre i 1978 og 1980. De deltog i Europacuppen i 1979 og 1981, og kvalificerede sig desuden til UEFA Cuppen 2006/2007. Årene siden 1995 har været turbulente, men nylige investeringer har givet større forventninger til fremtiden. I 2004 vandt de den norske første division og rykkede op i Tippeligaen.
I 2005 nåede klubben Tippeligaens andenplads, efter Vålerenga, efter en stærk comeback sæson i Tippeligaen. For dette, blev Start tildelt en plads i UEFA Cuppen 2006.
Efter at have slået Skála Ítróttarfelag fra Færøerne i den første kvalifikationsrunde af UEFA Cuppen, og Drogheda United fra Irland i den anden kvalifikationsrunde (på straffespark), nåede holdet til den første runde af UEFA Cuppen, hvor de blev slået ud af hollandske Ajax Amsterdam.
2007 var et dårligt år for Start, med problemer som samarbejde på holdet og problemer på trænerfronten. Det førte til en skuffende 13. plads, som medbragte Starts nedrykning til Adeccoligaen. I 2008 havde klubben finansielle problemer. Den lokale regering reddede klubben fra at gå bankerot.
Forud for 2009-sæsonen, blev Knut Tørum udnævnt til cheftræner i Start. I de to følgende sæsoner sluttede start i den lavere halvdel af Tippeligaen. Den 22. juni 2011, havde Start 13 point for 12 kampe, og Tørum besluttede sig for at sige op før en cupkamp mod Strømsgodset, en kamp Start vandt uden Tørum. Mons Ivar Mjelde erstattede Tørum som cheftræner, men kunne ikke redde klubben fra nedrykning.

## Danske spillere
- Martin Borre (2007-2008)
- David Nielsen (2006-2007)
- Brian Priske (2011)
- Michael Christensen (2015)[1]
- Mark Jensen (2022)